# Чикирисов, Юрий Семёнович
Юрий Семёнович Чикирисов (19 июля 1936, Киев — 20 сентября 2014) — украинский прозаик, журналист, переводчик и публицист. Заслуженный работник культуры Украины (1991). Член Национального союза писателей Украины (1991) и Национального союза журналистов Украины (2003).

## Биография
Родился в семье расстрелянного участника Гражданской войны. Как член семья «врага народа», не смог эвакуироваться из Киева после начала Великой Отечественной войны и оставалася с семьёй во временно оккупированной врагом украинской столице.
В 1954 году окончил среднюю школу и поступил в Киевский университет. В  1959 году получил диплом филолога.
Работал в прессе и в издательстве: журналистом, корреспондент, заведующим отделом, ответственным секретарём газеты «Друг читача» (1960-1972), старшим редактором, заведующим редакцией прозы издательства «Радянський письменник» (1972-1996), заведующим отделом публицистики и социально-экономических проблем газеты «Літературна Україна» (1996-2004).

## Творчество
Издал более двадцати книг художественных переводов с болгарского, сербского, чешского и словацкого языков, в частности, произведения Георгия Караславова, Богомила Райнова, Павла Вежинова, Александра Воиновича, Душана Калича, Григора Витеза, Нады Маринкович, Ярослава Гашека, Эдуарда Фикера и др. 
Перевёл для театров пьесы Ивана Букавчана «Серце Луїджі, або страта тупим мечем», Станислава Стратиева «Максималіст».
Автор повестей «Шпана з Євбазу» — рассказы об оккупированном Киеве 1941-1943 гг. (2005) и «Коммуналка» — о послевоенном Киеве (2011), ряда рассказов, публицистических статей и интервью в украинской прессе, рецензий на литературные произведения и предисловий к книгам, сценария документального телефильма «Утоление жажды» (Укртелефильм, 1982), составитель ряда сборников публицистики.

## Награды
- Орден святого равноапостольного великого князя Владимира ІІІ-ей степени (2002).
- Медаль «В память 1500-летия Киева» (1983),
- Медаль «Ветеран труда» (1990),
- Медаль «За труд и доблесть» (2002),

Умер после тяжёлой болезни.